# Korsakovia
Korsakovia es un mod para un solo jugador para el videojuego de Valve Corporation Half-Life 2 fue desarrollado por el equipo The Chinese Room, Dear Esther, Amnesia: A Machine for Pigs. Korsakovia fue lanzado para su descarga gratuita el 20 de septiembre de 2009. 
La Música y diseño de sonido eran de Jessica Curry, quien también proporcionó la música para Dear Esther. 

## Argumento
En Korsakovia, el jugador viaja a través de los delirios de Christopher, un hombre que sufría de síndrome de Korsakoff. El jugador escucha las voces de Christopher y un médico, ya que tratar de averiguar lo que está mal con Christopher. 

## Localización
El juego tiene lugar en numerosos lugares presumiblemente ilusorias, que van desde un manicomio a una fábrica. Hay veces en las que los objetos flotan o desafían las leyes ordinarias de la física. El jugador tiene la norma de Half-Life 2 linterna, pero a menudo se queda sin electricidad y se debe apagar para recargar. El ambiente en general es una pesadilla lúgubre, sucio y deprimente, un efecto que se amplifica considerablemente por la música atmosférica y los efectos de sonido. 
Las palabras del narrador implican que el jugador está bajo tratamiento en un hospital, mientras que él está teniendo las ilusiones que constituyen el juego. Antes del comienzo del juego, Christopher fue encontrado en su sala de estar con alambre de cobre alrededor de sus manos. Él había perforado la televisión y los cables se incendió, que es la causa de los daños a sus manos. También parece haber arrancado sus propios ojos para comérselos según lo informado por los paramédicos. Estas lesiones y su justificación se hace referencia en varias ocasiones en la narración y por los objetos que el jugador encuentra en su paisaje ilusorio.

## Jugabilidad
Como mod anterior thechineseroom, Dear Esther, el jugador explora el entorno mientras se escucha la narración. Sin embargo, esta vez el jugador puede moverse mucho más libremente y, a veces está armado con una barra de hierro, que se utiliza para aplastar a través de obstáculos o evitar monstruos compuestas de humo negro. El jugador también puede recoger paquetes de salud para reparar el daño, la existencia y el alcance de lo que se indica por las grietas se extienden hacia el interior desde los bordes de la pantalla. Si el jugador se "muere" como resultado de demasiado daño, que se devuelve al último punto de guardado anterior. 